# 萬千熄機賀台慶
《萬千熄機賀台慶》是2013年11月的一場香港公眾運動，也是無綫電視節目《萬千星輝賀台慶》的惡搞，主要指香港市民集體關電視罷看《萬千星輝賀台慶》，以表達對香港政府不向香港電視網絡發出免費電視牌照造成行業壟斷的不滿，同時反對無綫電視的立場和其節目《東張西望》對香港免費電視牌照爭議所發表的不客觀見解。

## 起源
自從1978年佳藝電視倒閉後，香港免費電視台只有電視廣播有限公司（無綫電視）和亞洲電視（亞視），香港政府一直沒有再增發新的免費電視牌照。多年來，無綫電視被指獨霸免費電視市場，除局部時期外，亞視節目整體上收視低迷，因此民間有不少呼聲指香港政府應該開放免費電視市場。此外，雖然香港有多家收費電視，但服務費並不便宜，每月至少百多港元，所以均未能對無綫電視造成衝擊。
於2012年11月某星期晚上時段，個別亞視節目更錄得接近零收視，再加上無綫電視節目在缺乏競爭環境下水準不斷下降，民間更期望政府儘快批出免費電視牌照，讓市民可以選擇收看高質素電視節目。
加上，2013年11月5日，無綫電視節目東張西望偏頗報導發牌風波，引發大量網民發起在台慶當晚熄電視，因而被戲稱為「萬千熄機賀台慶」。

## 各方立場及爭議
香港電視網絡
- 香港電視網絡編審鮑偉聰表示，此公眾運動只是網民洩憤的行動，關電視無助政府的決定。[1]

無綫電視藝人
- 陳百祥對此公開發起挑釁言論，指「如果可以熄機令到TVB只有兩、三點（收視），我就跪下來，一路由將軍澳（錄影廠）跪到回家！」[2]

## 影響
運動最終令無綫2013台慶收視創下近年新低，平均收視為29點，最高31點，比起去年台慶下跌5點。
無綫公布，台慶平均收視跌至廿九點，僅一百八十六萬人收看，創十六年來新低。

無綫企業傳訊部副總監曾醒明表示：「在風風雨雨，咁多衝擊下，仍有29點收視，無綫感到滿意。」
惟無綫於台慶後的星期日（即2013年11月24日）下午1時15分至3時40分，重播《萬千星輝賀台慶》。